# Никола Сарић Сајко
Никола Сарић Сајко (Београд, 21. фебруар 1989) српски је певач и поп-рок музичар који је учествовао у такмичењу Операција Тријумф. Такође је учествовао у другој сезони ријалити програма Фарма.

## Операција Тријумф
Никола је био фаворит девојчица које су пратиле такмичење, а у галама је певао следеће песме "Ријечке пичке" (Лет 3),Зажмури/киселина (Бајага и инструктори, Ван Гог (бенд)), Принцеза (Слађана Милошевић и Дадо Топић), Марина (Прљаво казалиште),Here i go again (Вајтснејк), Да ми је бити морски пас/Ја волим само себе (Психомодо поп), Да ли знаш да те волим(Дадо Топић), Када сањамо(Пилоти), Сањао сам ноћас да те немам и Дошао сам да ти кажем (Бијело дугме), Балкан (Азра), We will rock you, We are the champions (Квин), White wedding (Били Ајдол).

## Дискографија
Са ОТ бендом
- Благослов за крај са Катарина Остојић Каја  (2009) Беовизија
- Стрпи се још мало

Као соло извођач
Албум
- Приђи ближе/Песмом кроз зид

Синглови
- Даље руке од ње (2009) гост вокал Скај Виклер
- Доста (2010) са Мари Мари
- Ухвати дан (2010) са Сашка Јанковић (Сунчане скале)
- Приђи ближе (2010) саундтрак тинејџ серије Приђи ближе
- Заборави са Каролина Гочева